# Rio-Brancomiervogel
De Rio-Brancomiervogel (Cercomacra carbonaria) is een zangvogel uit de familie Thamnophilidae (miervogels). Het is een ernstig bedreigde vogelsoort in noordelijk Brazilië en zuidwestelijk Guyana.

## Kenmerken
De vogel is gemiddeld 15 cm lang, het is een middelgrote miervogel met een lange staart. Het mannetje is overwegend zwart gekleurd met wat witte streepjes op de keel en borst. Verder met witte stippen op het uiteinde van de staart en vleugeldekveren. Het vrouwtje is donker leigrijs met grijs gestreepte keel en okerkleurige borst en buik.

## Verspreiding en leefgebied
Deze soort komt voor in dicht struikgewas langs rivieren in ongerept regenwoud met hoge bomen maar ook wel in secundair bos en verwilderde cassaveplantages in het noorden van Brazilië en het zuidwesten van Guyana.

## Status
De Rio-Brancomiervogel heeft een beperkt verspreidingsgebied dat in totaal 723 km2 groot is; daardoor is de kans op uitsterven groot. De grootte van de populatie werd in 2012 door BirdLife International geschat op 6.000 tot 15.000 volwassen individuen en de populatie-aantallen nemen af. Het leefgebied wordt aangetast door ontbossing (houtkap en bosbranden) waarbij natuurlijk bos wordt omgezet in gebied voor agrarisch gebruik. Om deze redenen staat deze soort als ernstig bedreigd (kritiek) op de Rode Lijst van de IUCN.